# One (пісня Metallica)
«One» — 4-та пісня зі студійного альбому …And Justice for All треш-метал-гурту Metallica. Ця пісня вийшла в січні 1989 року. Досягла 35-ї позиції в хіт-параді США і 13-ї позиції у Великій Британії. На пісню знятий кліп, знімання якого відбувалося в одному із закинутих приміщень меблевого комбінату в Лос-Анджелесі, де музиканти грають роль самі себе, виконуючи пісню. Крім того, у кліп вмонтовані кадри кінофільму під назвою «Джону дали зброю». Є також і інша версія цього кліпу, без кадрів кінофільму. 1990 року музиканти були нагороджені премією Греммі в номінації за «Найкраще виконання металу».

## Учасники запису
- Джеймс Гетфілд — вокал, ритм-гітара
- Кірк Геммет — соло-гітара
- Джейсон Ньюстед — бас-гітара, вокал
- Ларс Ульріх — ударна установка